# みんなの脳ドリル
みんなの脳ドリルは、BS朝日で放送されていた双方向クイズ番組。
クイズ!人生ゲームの後継番組として、2006年4月8日に放送開始。毎週土曜21:00～21:55に放送されていた。（再放送は土曜の夕方）
2006年10月からは、「みんなの脳ドリル 再トレーニング」として、過去の回の再放送をしていた（双方向参加は可能）が、2007年6月をもって放送を終了した。
また、不定期に「テレビとコミュニケーション 双方向サービスA PASSにアクセス!」枠で縮小版の「いつでもみんなの脳ドリル」が放送されている。こちらは、現在も放送している。

## 概要
回転力・記憶力・思考力の3つのブロックに分けられた問題を解き、20代から70代のモニターの結果を元に、脳年齢を算出する。問題により早く正解できればより高い得点がもらえる。しかし、一度選択した答えは訂正できないため、速さと正確さが要求される。

### 出演者

#### 司会
みんなの脳ドリル、みんなの脳ドリル 再トレーニング
- 川平慈英
- 上山千穂（テレビ朝日アナウンサー）

いつでもみんなの脳ドリル
- 米山公啓(医学博士）

### 監修
- 米山公啓(医学博士）

| BS朝日 双方向クイズ番組 | BS朝日 双方向クイズ番組 | BS朝日 双方向クイズ番組 |
| 前番組                  | 番組名                  | 次番組                  |
| ----------------------- | ----------------------- | ----------------------- |
| クイズ!人生ゲーム       | みんなの脳ドリル        | 不明                    |